# Atactodea striata
Atactodea striata is een tweekleppigensoort uit de familie van de Mesodesmatidae. De wetenschappelijke naam van de soort is voor het eerst geldig gepubliceerd in 1791 door Gmelin.

Rechter klep
Linker klep